# Astragalus polemoniacus
Astragalus polemoniacus är en ärtväxtart som beskrevs av Aleksandr Andrejevitj Bunge. Astragalus polemoniacus ingår i släktet vedlar, och familjen ärtväxter. Inga underarter finns listade i Catalogue of Life.